# All Together Now (Reino Unido)
All Together Now foi um talent show musical britânico da BBC One. Estreou em 27 de janeiro de 2018. Foi apresentado por Rob Beckett e Geri Halliwell (creditado como Geri Horner). Michael Rice foi o vencedor da primeira temporada em 3 de março de 2018. A segunda temporada foi anunciada em 28 de março e especial de fim de ano em 24 de dezembro de 2018, Laurie Brett foi o vencedor. Em junho de 2019, a BBC One decidiu cancelar após duas temporadas.

## Formato
Em cada episódio, uma variedade de cantores sobe ao palco, mas a espera para julgar cada apresentação são os "The 100" - um painel exclusivo de cem especialistas em música e artistas de todo o Reino Unido, liderado pela ex-Spice Girl, Geri Halliwell.
A série possui seis episódios, consistindo de cinco eliminatórias e a final.

### As eliminatórias
Durante cada eliminação, os artistas tentam superar os seus competidores para conseguir um lugar no pódio. Sempre que um intérprete tiver uma pontuação alta o suficiente para um lugar no pódio, o ato em terceiro lugar é eliminado como resultado.
Em cada eliminatória, dois atos passam para a final da série. Uma vez que todos os atos tenham cantado, o ato com a maior pontuação avança automaticamente. Os atos na 2.ª e na 3.ª posição cantam um contra o outro e o vencedor desse canto avança para a final.
Antes de filmar, todos os artistas escolhem a música que querem cantar. Os The 100 aprendem as letras de todas as músicas antes do show, mas elas não sabem quem se apresentará e cantará as músicas para eles. Cada música tem aproximadamente 90 segundos de duração, porém os The 100 só podem participar nos 60 segundos finais, conforme indicado por uma mudança de iluminação. Isso significa que os The 100 têm a mesma quantidade de tempo para participar de cada ato.

### Tie-breaks
No caso de uma pontuação empatada, os The 100 revisam as performances completas de ambos os atos em monitores em estúdio. Cada membro dos The 100 decide qual deles prefere e vota pressionando o botão. O ato com o maior número de votos ocupa o seu lugar no pódio, o que significa que o ato com menos votos ou cai no pódio ou sai da competição. No caso de o voto de desempate também ser empatado, Geri Horner, como capitã dos The 100, tem o voto de desempate.

### The sing-off
Para o canto no final do show, as pontuações são zeradas e o 2º e 3º colocados tocam uma nova música escolhida de uma determinada lista. No caso de ambos os atos desejarem cantar a mesma música daquela lista final, o ato em 2º lugar tem prioridade.

### A final e o prêmio
Na final, os dez finalistas (o vencedor de cada eliminatória e o vencedor de cada Sing-Off) se apresentam novamente em frente ao The 100 com uma nova música. Os três artistas que terminarem nos três primeiros lugares no pódio cantam novamente. O ato com maior pontuação neste último canto é declarado vencedor, e ganha o prêmio de 50 mil libras.

## The 100e os artistas
The 100
The 100 são uma gama de especialistas em música e artistas de todo o Reino Unido. Eles foram convocados para formar um painel com uma mistura diversificada de idades, origens e uma variedade de gêneros musicais. A capitã do The 100 é Geri Horner, porém, o voto de Geri não tem peso extra. A única vez que o voto de Geri tem tamanha importância é no caso de uma votação empatada no desempate.
Os membros dos The 100 incluem:
- Geri Horner, ex-membro da Spice Girls
- Andy McGeoch, vocalista da banda de rock Tasty.
- Daisy Dance, formalmente conhecida como Daizy Agnew, uma cantora e compositora e membro da girlband britânica Girls Can't Catch
- Lindsay Dracass, representou o Reino Unido no Festival Eurovisão da Canção 2001
- Gabz, uma rapper que anteriormente estava no Britain's Got Talent em 2013
- Divina De Campo, uma drag queen
- Paulus, um compere temperamental de cabaré
- Nathaniel, um ator do teatro West End
- James Lomas, Billy Elliot original do Billy Elliot - The Musical
- Lili Davies, uma cantora de pub
- Lili La Scala, uma cantora de cabaré
- Mark James, treinador vocal e intérprete
- Jason Butler, Finalista do Open Mic UK e dono de bar de karaokê do Wigan
- Aaron Sokell, um cantor/compositor e treinador vocal que trabalhou com Tom Jones e Beverley Knight
- Simon Kindleysides, cantor e compositor. Primeiro juiz de usuário de cadeira de rodas na BBC One, primeiro homem paralisado a andar na Maratona de Londres em 2018
- Lizzie Capener, cantora de ópera (primeira juíza de TV feminino cega)
- Harmesh Gharu, chefe do curso de música comercial na Tring Park School for the Performing Arts
- Sandy Grigelis, cantor/compositor/músico e intérprete do West End.
- Mr Fabulous, também conhecido como Jay Kamiraz, diretor do coro crtico, embaixador do Prince's Trust e vencedor do Pride of Britain.
- Dylan Hutchinson, professor de teatro musical e cantor
- Donna Marie Trego, Cantora (Vencedora do ITV Moon & Stars) e vencedora do prêmio No1 Multi World, Lady Gaga Tribute & Impersonator.

Os artistas
Os artistas são uma mistura de solistas e grupos. Eles foram convocados para incluir no programa uma gama diversificada de idades, origens e gêneros, incluindo pop, rock, soul, jazz, musicais e clássicos. O elenco foi aberto a todos e o show atraiu artistas com experiência mínima em performance pública através de artistas experientes que apareceram em grandes palcos e teatros.

## Versões internacionais
Franquia atualmente em exibição;
     Franquia lançará uma nova temporada em breve;
     Franquia negociando com a produção, embora não seja oficial;
     Franquia que não está mais em produção.
| País/Região | Nome                              | Emissora      | Estréia                                  | Apresentador(es)                 | Temporada(s) e Vencedores |       |
| ----------- | --------------------------------- | ------------- | ---------------------------------------- | -------------------------------- | --- | ----- |
| Austrália   | All Together Now                  | Seven Network | TBD                                      | Julia Zemiro Ronan Keating       | - Temporada 1, 2018: Atual | [ 2 ] |
| Alemanha    | Sing Mit Mir                      | RTL           | TBD                                      | TBD                              | - Temporada 1, 2018: Atual | [ 3 ] |
| Argentina   | Canta Conmigo Ahora               | Canal 13      | 25 de julho de 2022                      | Marcelo Tinelli                  | - Temporada 1, 2022: Atual |       |
| Brasil      | Canta Comigo                      | RecordTV      | 18 de julho de 2018–presente             | Rodrigo Faro                     | - Temporada 1, 2018: Débora Pinheiro - Temporada 2, 2019: Franson - Temporada 3, 2021: Irmãos Braunna - Temporada 4, 2022: Anna Maz | [ 4 ] |
| Brasil      | Canta Comigo Teen                 | RecordTV      | 3 de outubro de 2020–presente            | Rodrigo Faro                     | - Temporada 1, 2020: Sidinho - Temporada 2, 2021: Kassia Santos - Temporada 3, 2022: Emmanuel Ferraro                               |       |
| Dinamarca   | All Together Now                  | Kanal 5       | 18 de agosto de 2018–presente            | Christopher Læssø Mette Lindberg | - Temporada 1, 2018: Atual |       |
| França      | Together, tous avec moi           | M6            | TBD                                      | Garou                            | - Temporada 1, 2018: Atual |       |
| Italia      | All Together Now                  | Canale 5      | 16 de maio de 2019 – 20 de junho de 2019 | Michelle Hunziker J-Ax (capitão) | - Temporada 1, 2019: Gregorio Rega                                                                                                  |       |
| Polónia     | Śpiewajmy razem. All Together Now | Polsat        | 5 de setembro de 2018–presente           | Igor Kwiatkowski Ewa Farna       | - Temporada 1, 2018: Atual |       |
| Portugal    | All Together Now                  | TVI           | 7 de março de 2021 - 27 de junho de 2021 | Cristina Ferreira                | - Temporada 1, 2021: Catarina Castanhas                                                                                             | [ 5 ] |